# Gare de Vic - Mireval
Gare de Vic - Mireval – przystanek kolejowy w Mireval, w departamencie Hérault, w regionie Oksytania, we Francji.
Jest przystankiem kolejowym Société nationale des chemins de fer français (SNCF), obsługiwanym przez pociągi TER Languedoc-Roussillon.